# 수치 분석 소프트웨어 목록
수치 분석 소프트웨어 목록이다. 수치 또는 데이터 분석 사용을 목적으로 개발된 저명한 최종 사용자 컴퓨터 애플리케이션을 나열한다.

## 수치 소프트웨어 패키지
- 프리맷
- GNU 옥타브
- 줄리아 (프로그래밍 언어)
- LabVIEW
- LAPACK
- MATLAB
- Pandas
- Scilab

## 범용 목적 컴퓨터 대수학 시스템
- 메이플 (소프트웨어)
- 매스캐드
- 매스매티카
- SageMath

## 인터페이스 지향
- 콤솔 멀티피직스
- SPSS
- 웨카 (기계 학습)

## 언어 지향
- 클로저 (프로그래밍 언어)
- 줄리아 (프로그래밍 언어)
- 대화형 데이터 언어(IDL)
- 파이썬
- R (프로그래밍 언어)
- SAS (소프트웨어)
- 울프럼 언어

## 역사적 중요성
- S (프로그래밍 언어)

## 같이 보기
- 수학 소프트웨어